# Glina
För andra betydelser, se Glina (olika betydelser).
Glina är en stad i Kroatien. Staden har 3 116 invånare (2001) och ligger i Sisak-Moslavinas län i centrala Kroatien.

## Historia
Den 1 juli 1284 omnämndes staden för första gången i ett skrivet dokument. I början av 1700-talet uppfördes en borg i Glina vars syfte var att skydda området från osmanska angrepp. Den 4 september 1737, inför hotet från osmanerna, sammanträdde det kroatiska parlamentet Sabor i staden. Under 1800-talet, då Glina var en del av den av habsburgarna upprättade Militärgränsen, var den kroatiska banen Josip Jelačić stationerad i staden. Under samma århundrade komponerades den kroatiska nationalsången Lijepa naša domovino av Josif Runjanin som vid tillfället var verksam i Glina. 
Under det kroatiska självständighetskriget 1991-1995 var Glina en stad i den självutnämnda serbiska republiken Krajina och den kroatiska befolkningen fördrevs av de serbiska rebellerna. I samband med den militära aktionen operation Storm 1995 återtog den kroatiska centralregeringen kontrollen över staden och många serber flydde till serbkontrollerade områden i närliggande Bosnien och Hercegovina.